# Tenuipalpus chiococcae
Tenuipalpus chiococcae är en spindeldjursart som beskrevs av De Leon 1956. Tenuipalpus chiococcae ingår i släktet Tenuipalpus och familjen Tenuipalpidae. Inga underarter finns listade i Catalogue of Life.